# Кутузовка (Запорожская область)
Кутузовка (укр. Кутузівка) / Петерсгаген (укр. Петерсгаген ) — село,
Жовтневый сельский совет,
Токмакский район,
Запорожская область,
Украина.
Код КОАТУУ — 2325281203. Население по переписи 2001 года составляло 407 человек.

## Географическое положение
Село Кутузовка находится на левом берегу реки Токмачка,
выше по течению на расстоянии в 1,5 км расположен город Токмак,
ниже по течению на расстоянии в 1,5 км расположен город Молочанск.
Река в этом месте извилистая, образует лиманы и старицы.
Через село проходит автомобильная дорога Т-0401,
рядом проходит железная дорога, станция Молочанск в 5 км.

## История
- 1850 год — дата основания как село Петерсгаген (Petershagen).
- До 1871 года село входило в Молочанский меннонитский округ Бердянского уезда.[3]
- В 1945 году переименовано в село Кутузовка[4].
- 18 сентября 2024 года постановлением № 12043 Верховной Рады Украины село Кутузовка переименовано в Петерсгаген[5].